# NGC 2874
NGC 2874 (другие обозначения — UGC 5021, IRAS09230+1138, MCG 2-24-10, ZWG 62.34, KCPG 202B, PGC 26740) — спиральная галактика в созвездии Льва. Открыта Уильямом Гершелем в 1784 году.
Взаимодействует с галактикой NGC 2872, из-за чего диск NGC 2874 имеет асимметричную форму, при этом лучевые скорости компонент отличаются довольно сильно — на 700 км/с. Обе галактики излучают в радиодиапазоне.
Этот объект входит в число перечисленных в оригинальной редакции «Нового общего каталога». Одна из областей звездообразования в галактике получила название NGC 2875, при этом в базе данных SIMBAD это название относится ко всей галактике.